# Siyanda Xulu
Siyanda Xulu (ur. 30 grudnia 1991 w Durbanie) to południowoafrykański piłkarz występujący na pozycji obrońcy w klubie Supersport United.